# Dumni i wściekli
Dumni i wściekli (ang. Pride) – brytyjski komediodramat z 2014 roku w reżyserii Matthew Warchusa. Zdjęcia do filmu kręcono w Anglii (Londyn) i Walii (Llandeilo w hrabstwie Carmarthenshire, Banwen w hrabstwie Neath Port Talbot, hrabstwo Powys).

## Opis fabuły
Film oparty na faktach. Niedługo po dojściu do władzy Margaret Thatcher, zaczyna się wprowadzanie reform neoliberalnych. Mark Ashton (Ben Schnetzer), młody socjalista wierzący w siłę społeczeństwa, słysząc przemowę Thatcher w telewizji, wpada na pomysł, by pomóc górnikom, którzy są demonizowani przez rząd Thatcher tak samo, jak geje i lesbijki. Początkowo sceptyczni przyjaciele dołączają do spontanicznej zbiórki pieniędzy, by wesprzeć protestujących górników pod nazwą Lesbians and Gays Support the Miners (Lesbijki i Geje Wspierają Górników), w skrócie LGSM. częściowo oprotestowanej ze względu na homofobii doświadczonej przez niektóre osoby z grupy przyjaciół ze strony górników.
Po akcji zbierania datków, głównie wśród społeczności LGBT, grupa próbuje skontaktować się z ludźmi, którzy są skłonni przyjąć datki, jednak rozmowy przez telefon spotykają się z ostracyzmem w Anglii. Mimo to, grupa się nie poddaje i próbuje nawiązać kontakt z górnikami w Walii. Telefon spotyka się z ciepłym przyjęciem, głównie przez językowe nieporozumienie i przedstawiciel organizacji górniczej Dai wysłany zostaje do Londynu.
W Londynie okazuje się, że grupa jest gejowsko-lesbijska, ale Dai decyduje się przyjąć oferowaną pomoc i podziękować społeczności LGBT za wsparcie w klubie gejowskim. Pomimo uprzedzeń wobec górników, Dai szczerze dziękuje za wsparcie i stwierdza, że choć klub jest dla niego nowym miejscem, podoba mu się to. Komplementuje też wygląd kobiet.
Dai zaprasza grupę do Walii, gdzie LGSM spotyka się z dość ciepłym przyjęciem ze strony społeczności górniczej, która musi zmierzyć się ze swoimi uprzedzeniami, jak również LGSM, która zmierza się ze swoimi. Ostatecznie grupy integrują się bardzo dobrze, jednak ze względu na negatywne przedstawienie tego sojuszu w prasie, LGSM decyduje się zaakceptować negatywne określenia pod ich adresem i zorganizować koncert w Londynie używając tych określeń (Pits and Perverts). Przy organizacji koncertu uczestniczą górnicy, którzy ochoczo zaznajamiają się też z kulturą LGBT.
Pod nieobecność górników, przedstawiciele innych wiosek podejmują decyzję o nieprzyjmowaniu wsparcia od LGSM. Wkrótce strajk upada. Mark oraz Joe odwiedzają wioskę i Joe spotyka się z Sian. Ta odwozi go do domu w Londynie, gdzie zdeterminowany Joe decyduje się opuścić rodzinę psychicznie znęcającą się nad nim z powodu jego orientacji seksualnej. Sian, która jest w samochodzie, konfrontuje się z matką Joe, mówiąc jej, że w Walii jest wioska, która uznaje jej syna za bohatera i odjeżdża.
W czasie Pride London (londyńskiej parady równości) w 1984 LGSM spotyka się z ostracyzmem innych grup gejowskich ze względu na swoje marksistowskie poglądy i ma iść jako ostatnia grupa marszu. Niespodziewanie okazuje się, że na paradę przyjeżdża kilka autobusów walijskich górników, którzy dołączają do marszu. Grupa LGSM jest też przesunięta z tyłów parady na przód. Mark jest niesiony na ramionach.
W końcowych napisach widzowie dowiadują się o tym, jak wyglądało życie bohaterów filmu w prawdziwym życiu po wydarzeniach przedstawionych w filmie.

## Odbiór
Film spotkał się z pozytywnym przyjęciem w dzienniku The Guardian oraz na polskim portalu LGBT Queer.pl.